# جيم هال (سائق فورمولا 1)
جيم هال (بالإنجليزية: Jim Hall)‏ (و. 1935  م) هو سائق فورمولا 1 أمريكي، ولد في أبيلين، شارك في لو مان 24 ساعة.

## التعليم
تعلم في معهد كاليفورنيا للتقنية.